# Gregers Juel (1896-1983)
 Der er flere personer med dette navn, se Gregers Juel (flertydig).
Gregers Juel (født 20. januar 1896 på Hverringe, død 9. april 1983 i Nyborg) var en dansk godsejer.
Han var søn af kammerherre Rudolf Juel og hustru Ellen født baronesse Wedell-Wedellsborg, blev student fra Hass' Skole i Holbæk 1914, tog filosofikum 1915 og blev landbrugskandidat 1919. Han var besidder af Stamhuset Juelsberg fra 1923 til dets afløsning 1926, derefter ejer af Juelsberg gods til 1965. Han var kammerherre, hofjægermester og Ridder af 1. grad af Dannebrog.
Juel blev gift 1. gang 10. september 1929 i Magleby Kirke med Karine Lucie Brønnum Scavenius (født 25. juli 1909, død 31. marts 1932 på Frederiksberg), datter af godsejer Sophus Scavenius til Klintholm og hustru Gerda født Hansen. 2. gang ægtede han 14. august 1937 i Särö kyrka Gunilla Hilma Inga Charlotta Ankarcrona (født 22. september 1915 i Stockholm, død 21. juli 1979 på Juelsberg), datter af oberst Hugo Nikolaus Otto Teodor Ankarcrona (1878-1943) og hustru Ellen Emilia født Damkier (1882-1945).
Han er begravet på Aunslev Kirkegård.